# Natività (Piero della Francesca)

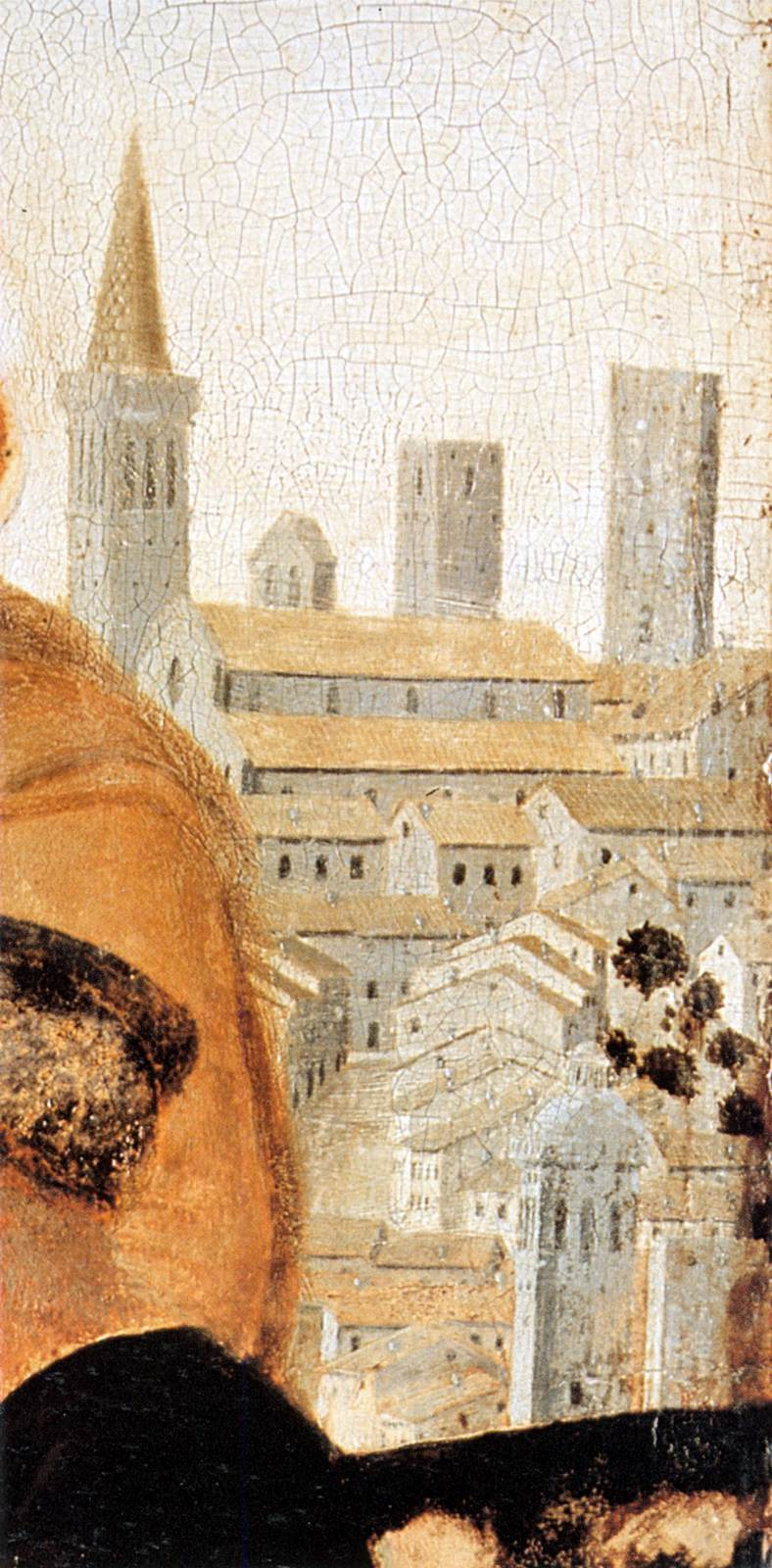
Dettaglio

La Natività è un dipinto, olio su tavola (124,4x122,6 cm), dell'ultima fase artistica di Piero della Francesca, databile al 1470-1475 (o secondo alcuni fino al 1485) e oggi conservato nella National Gallery di Londra. L'opera è stata oggetto di un restauro integrativo molto discusso nel 2022.

## Storia
Non si conosce la destinazione originale del dipinto, che venne acquistato dal museo londinese nel 1874. Forse non essendo finito, era rimasto di proprietà della famiglia del pittore.
Le condizioni di conservazione del dipinto sono scarse, e forse non venne mai completato; si ritiene che abbia dovuto anche subire una drastica pulitura nel XIX secolo.
Per la maturità dell'influenza fiamminga, la cromia leggermente spenta e la scioltezza della composizione, l'opera viene di solito datata alla fase più tarda della produzione artistica dell'autore, in particolare agli anni settanta del quattrocento, prima che si dedicasse quasi esclusivamente alla redazione di trattati, anche per i problemi alla vista che lo afflissero nella vecchiaia, di cui ci informa Giorgio Vasari.
Un'opera simile attribuita allo stesso periodo è la Madonna col Bambino e quattro angeli del Clark Art Institute.

## Descrizione
La scena è composta in maniera molto libera e originale. Sotto un rudere di stalla con tettoia, al centro, si trova la Vergine in adorazione del Bambino, il quale è adagiato su un lembo dell'ampio mantello azzurro della madre. Dietro di essi si trova un gruppo di cinque angeli cantori con liuti, vero perno della scena, che riprendono in alcuni casi le fisionomie tipiche degli angeli di Piero, presenti con gli stessi tratti somatici ad esempio nella Pala Montefeltro o nella Madonna di Senigallia. Le loro teste sono poste tutte alla stessa altezza (isocefalia).
A destra san Giuseppe sta seduto con naturalezza, le gambe accavallate su una sella (notevole è il disegno delle sue mani e della pianta del piede) e sembra discorrere con i due pastori dietro di lui, ritratti in posizione frontale, uno dei quali indica verso il cielo. Da un foro nel tetto della stalla  si irradia sul muro di pietre una luce, a sottolineare la natura prodigiosa della scena. Sotto la tettoia si vedono il bue e l'asinello, che raglia, quasi a voler rompere l'armonia della musica degli angeli. L'inclinazione del suo muso inoltre bilancia simmetricamente il braccio alzato del pastore.
Lo sfondo si perde in lontananza: a sinistra si trova un paesaggio rurale con un tortuoso fiume, con le acque che riflettono a specchio, come tipico di Piero, mentre a destra si vede uno scorcio urbano verosimilmente di Borgo San Sepolcro,  sua città natale. Sulla tettoia sta una gazza, simbolo della follia umana che porterà alla Crocifissione di Cristo, la tettoia secondo Paolo Tofanelli, rappresenta uno spartito musicale con indicate delle note.
Ampie zone del dipinto sono incomplete, soprattutto il prato alla base e le figure dei pastori, che sembrano raschiate, ma le figure più importanti sono ben conservate, soprattutto l'armoniosa figura di Maria, di grande livello artistico.

## Stile
Molti elementi rimandano all'arte fiamminga, dall'orizzonte rialzato alla fisionomia gracile del Bambino, che fa pensare a Hugo van der Goes piuttosto che ai coevi robusti bambini dei pittori italiani.
La prospettiva è appena accennata dalla disposizione leggermente in tralice della capanna. Tipici di Piero sono poi gli atteggiamenti solenni e composti, improntati a un solido equilibrio geometrico.
Il dipinto è stato recentemente restaurato (2022) dalla National Gallery. Il restauro ha ricostruito, in maniera reversibile,  i colori dei volti dei due pastori   sul fondo ed ha chiarito che la mano alzata uno di essi indicava un raggio di luce, oggi scomparso, che entrava dall'alto attraverso il buco del tetto della stalla e si  rifletteva sul muro laterale di pietra.